# Resolução 115 do Conselho de Segurança das Nações Unidas
Resolução 115 do Conselho de Segurança das Nações Unidas foi aprovada em 20 de junho de 1956, após análise do pedido do Marrocos para ser membro da Organização das Nações Unidas, o Conselho recomendou à Assembleia Geral que o Marrocos fosse admitido.
Foi aprovada por unanimidade.

## Contexto Histórico
Em meados do século XX, o Marrocos ainda estava em processo de independência após um longo período de colonização francesa e espanhola. Em 1956, o país conquistou sua independência e iniciou seu caminho para se tornar um membro ativo na comunidade internacional. A entrada na ONU foi vista como um passo fundamental para o reconhecimento internacional da soberania do Marrocos.

## Processo de Admissão à ONU
O pedido de adesão do Marrocos foi inicialmente submetido ao Conselho de Segurança das Nações Unidas, que discutiu a legitimidade e os impactos dessa adesão. A análise focou principalmente na situação política interna do país e em como a admissão do Marrocos poderia contribuir para a paz e estabilidade mundial. A Resolução 115 recomendou à Assembleia Geral da ONU que o Marrocos fosse admitido como membro da organização, uma decisão que foi aprovada por unanimidade, refletindo o consenso global de que a adesão do país representava um avanço positivo para a ONU e para a estabilidade no Norte da África.

## A Importância da Resolução 115
A adoção da Resolução 115 teve um impacto profundo na política internacional e no fortalecimento das relações entre a ONU e os países recém-independentes. Para o Marrocos, a adesão à ONU não só garantiu seu reconhecimento internacional, mas também lhe proporcionou uma plataforma para interagir com outras nações e defender seus interesses em questões globais.

## O Papel do Marrocos na ONU
Desde sua adesão à ONU, o Marrocos tem sido um membro ativo, participando de diversas missões de paz, contribuições para discussões sobre segurança internacional e outros assuntos de relevância global. Além disso, o Marrocos tem se destacado por seu papel nas negociações e mediação em várias disputas internacionais, especialmente na região do Oriente Médio e África.

## Ligações Externas
- (em inglês) Texto da Resolução 115 do Conselho de Segurança da ONU. (PDF)